# Marido y mujer (telenovela colombiana)
Marido y mujer fue una telenovela colombiana producida y transmitida en 1999 por Caracol Televisión. Protagonizada por Maritza Rodríguez, Robinson Díaz y Javier Gómez, con las participaciones antagónicas de la primera actriz Gloria Gómez y Adriana Arango y con las actuaciones estelares de Margarita Ortega, Alejandro Martínez, Katherine Vélez, Marcela Mar, Juan Pablo Raba, Julio César Luna, Silvia De Dios y Gerardo de Francisco.

## Sinopsis
Lucía Méndez y Juan Pablo Duque, conforman una pareja común de nuestros días. Lucía comparte con su marido el ideal de un hogar estable, aunque su trabajo como modelo de una fábrica de cosméticos, no le deja tiempo para atender su casa, ni satisfacer las más elementales necesidades de su pareja. Por su parte Juan Pablo, de crianza más conservadora, se casó con la esperanza de tener hijos y una cena caliente a la llegada del trabajo, pero a un año de casado, se siente solo, abandonado y sumergido en una relación que no le ofrece siquiera el bálsamo de una vida sexual satisfactoria. No obstante, ambos se aman profundamente y desean cambiar y encontrar una vía hacia la comunicación y el entendimiento, hasta que el fantasma de los celos se cierne sobre ellos… Víctimas de una vida rutinaria llena de insatisfacciones y silencios, intentan salvar su relación a toda costa, pero las expectativas de vida de cada uno terminan imponiéndose. Los reproches que hasta ahora se habían callado, se hacen estruendosos e hirientes y lo que fue un gran amor se transforma en rencor y desconfianza. El intenso amor que aún sienten el uno por el otro no es suficiente y ambos se convierten en el blanco de intrigas y manipulaciones de la madre de Juan Pablo que a la sazón, ya tenía planes de alentar un matrimonio entre su hijo y mujer de su clase, heredera de una cuantiosa fortuna. Lucía y Juan Pablo se ven lanzados al divorcio y es gracias a esa separación y al nacimiento de un hijo que ambos madurarán y buscarán desesperadamente una nueva oportunidad para encontrar el tesoro perdido de la modernidad, la armonía y la felicidad en pareja.

## Elenco
- Maritza Rodríguez - Lucía Méndez
- Robinson Díaz - Juan Pablo Duque
- Javier Gómez - Javier Zanetti
- Margarita Ortega - Mónica de Méndez
- Alejandro Martínez - Nelson Méndez
- Katherine Vélez - Rosario "Charito" Méndez
- Adriana Arango - Patricia Riascos
- Gloria Gómez - Isabel de Duque
- Marcela Mar -  Daniela Ibáñez
- Silvia De Dios - Aura Cristina Hiller
- Gerardo de Francisco - Sergio Duque
- Julio César Luna - Constantino Zanetti
- Pedro Mogollón - Miguel Villate
- Juan Pablo Raba -  Isidro Fernández Gómez
- Víctor Gómez - Jhon Byron Velásquez
- Anderson Balsero - Alexis
- John Alex Toro - Oscar Ibáñez
- Claudia Liliana González - Ana Martha
- Diego Vásquez - Darío
- Jairo Camargo - Rafael González
- Aura María Lopera
- Margarita Rosa Guerrero
- Jimmy Vásquez- Alberto (Jazmin) (Travesti)
- Valentina López - Sandra González
- Edgar rojas - teniente cepeda
- Frank Beltrán - Jorge Perea
- Rafaél Martínez - Andrés Aguilar
- Tiberio Cruz - Rubén
- Claudia Aguirre